# شیچیرو فوکوزاوا
شیچیرو فوکوزاوا (به ژاپنی: 深沢 七郎 Fukazawa Shichirō) یک نویسنده رومان پدیدآور و گیتارنواز اهل ژاپن بود.
در استان یاماناشی متولد شد. پس از تغییر شغل، در سالن موسیقی نیچیگکی به عنوان نوازنده گیتار ظاهر شد. کار او «نارایاما بوشوکو» بسیار مورد تحسین شیراتوری ماسامونه قرار گرفت و او به عنوان یک تازه‌وارد منحصر به فرد مورد توجه قرار گرفت. زمانی بود که پس از حادثه تروریستی جناح راست (حادثه شیماکا) مربوط به «فوریو موتان» که در «چوکورون» منتشر شد، نوشتن را متوقف کرد، اما به انتشار آثار اصلی که انرژی مردم محلی را به تصویر می‌کشید، ادامه داد.